# 江川友治
江川 友治（えがわ ともじ、1917年9月2日 - 2012年8月8日）は、日本の土壌学者。元農林水産省農業技術研究所長・明治大学教授。日本の畑土壌の改善に関わる研究に従事した。

## 略歴・人物
現在の静岡市清水区に生まれる。静岡県立静岡中学校に学ぶ。1941年、東京帝国大学農学部農芸科学科卒業。同年4月、農林水産省農事試験場助手、三井進午研究室に配属。1942年2月、農事試験場技手となった後、同年4月、臨時召集された。福知山連隊、中国保定、武昌、鹿児島の知覧・万世特攻隊基地、東京の立川、大阪府の貝塚飛行場と転戦・移動し、1945年８月、敗戦、復員した。
1946年4月、復職。同年9月、農事試験場勤務、1947年、農事試験場土壌肥料部、1950年4月、農業技術研究所化学部土壌第1科土壌化学第2研究室長、1964年8月、農林水産省北海道農業試験場農芸化学部長、1973年、農林水産省農業技術研究所長。1974年、日本土壌肥料学会会長。1978年、農林水産省を退官。退官後、明治大学農学部教授。園遊会に二度招待され、 125代天皇（現上皇）に講義した。

## 研究
火山灰土壌や酸性土壌の広く分布する日本の畑地で作物生産の制限因子となっているリン酸の動態について研究を行い、土壌リン酸イオン吸着反応が土壌粘土の粒子表面における二段階の吸着に基づくこと、開発した土壌リン酸の形態分類法を用いて、土壌の種類によってリン酸の吸着形態が異なることなどを明らかにした。これら一連の研究の中で、日本で初めて放射性リン酸を用いたオオムギの栽培試験を行い、土壌リン酸と施肥リン酸の吸収割合が土壌の種類によって異なることを実証した。この成果に対し、仁科記念賞が授与された。
さらに、各種畑土壌のリン酸、その他養分の動態を支配する粘土鉱物の研究に着手し、土壌の粘土鉱物はそれぞれ特有の結晶構造を持っており、粘土鉱物の組成の違いが土壌の物理的あるいは物理化学的特性の差異となって現れることを明らかにした。これら一連の研究により、日本土壌肥料学会賞、日本農学賞、読売農学賞が授与された。
研究業績は、火山灰土壌に関する基本から応用に至る我が国の研究が世界レベルに発展する礎となった。

## 著書
- 『農と土の科学を考える』 養賢堂 1992.4
- 『土壌肥料新技術』 石沢修一、江川友治、村山登 技報堂 1969.1
- 『土じょう・肥料学(農芸化学の基礎〈第2〉)』 技報堂 1960

### 訳書
- 『ハワードの有機農業 上』 Albert Howard 著 横井利直、蜷木翠、松崎敏英 共訳 日本有機農業研究会 農山漁村文化協会 1987.4
- 『ハワードの有機農業 下』 Albert Howard 著 横井利直、蜷木翠、松崎敏英 共訳  日本有機農業研究会 農山漁村文化協会 1987.4
- 『土壌・肥料学の基礎』 Henry D.Foth 著 江川友治 監訳 養賢堂 1981

## 受賞
- 1956年 仁科記念賞
- 1960年 日本土壌肥料学会賞
- 1972年 日本農学賞 日本農学会
- 1972年 読売農学賞